# Унтерентфельден
Унтерентфельден (нім. Unterentfelden) — громада  в Швейцарії в кантоні Ааргау, округ Аарау.

## Географія
Громада розташована на відстані близько 65 км на північний схід від Берна, 3 км на південь від Аарау.
Унтерентфельден має площу 2,9 км², з яких на 43,1% дозволяється будівництво (житлове та будівництво доріг), 26,4% використовуються в сільськогосподарських цілях, 29,9% зайнято лісами, 0,7% не є продуктивними (річки, льодовики або гори).

## Демографія
2019 року в громаді мешкало 4249 осіб (+9,2% порівняно з 2010 роком), іноземців було 26,7%. Густота населення становила 1475 осіб/км².
За віковим діапазоном населення розподілялося таким чином: 21,6% — особи молодші 20 років, 59,6% — особи у віці 20—64 років, 18,8% — особи у віці 65 років та старші. Було 1802 помешкань (у середньому 2,3 особи в помешканні).
Із загальної кількості 2266 працюючих 28 було зайнятих в первинному секторі, 631 — в обробній промисловості, 1607 — в галузі послуг.